# Municipi d'Ogre
El municipi d'Ogre (en letó: Ogres novads) és un dels 110 municipis de Letònia, que es troba localitzat al centre del país bàltic, i que té com a capital la localitat d'Ogre. El municipi va ser creat l'any 2002 després d'una reorganització territorial.

## Ciutats i zones rurals
- Ogre (ciutat)
- Krapes pagasts (zona rural)
- Ķeipenes pagasts (zona rural)
- Lauberes pagasts (zona rural)
- Madlienas pagasts (zona rural)
- Mazozolu pagasts (zona rural)
- Meņģeles pagasts (zona rural)
- Ogresgala pagasts (zona rural)
- Suntažu pagasts (zona rural)
- Taurupes pagasts (zona rural)

## Població i territori
La seva població està composta per un total de 39.117 persones (2009). La superfície del municipi té uns 993,4 kilòmetres quadrats, i la densitat poblacional és de 39,38 habitants per kilòmetre quadrat.